# Marhanec'
Marhanec' (in ucraino Марганець?; in russo Марганец?, Marganec) è una città dell'Ucraina, nell'oblast' di Dnipropetrovs'k, il cui nome deriva da marganez, denominazione in russo dell'elemento chimico manganese. Nel 2009 aveva una popolazione di circa 48.000 abitanti.